# Neolithodes
Neolithodes — рід ракоподібних родини Lithodidae.

## Поширення
Вони зустрічаються в усіх великих океанах, як у високих, так і в низьких широтах. Незважаючи на те, що в холодних регіонах є записи з води на глибині 70 м, більшість записів набагато глибші, як правило, 700—2000 м, а найглибше підтверджена спостереження — 5238 м.

## Види
Neolithodes включає такі види:
| Зображення | Вид                                                   | Поширення                                                              |
| ---------- | ----------------------------------------------------- | ---------------------------------------------------------------------- |
|            | Neolithodes agassizii (Smith, 1882)                   | Західна Атлантика                                                      |
|            | Neolithodes asperrimus Barnard, 1947                  | ПАР, Мавританія                                                        |
|            | Neolithodes brodiei Dawson & Yaldwyn, 1970            | Нова Зеландія                                                          |
|            | Neolithodes bronwynae Ahyong, 2010                    | Нова Зеландія, підводне плато Лорд-Гав, схід Австралії, Нова Каледонія |
|            | Neolithodes capensis Stebbing, 1905                   | Південний океан, Індійський океан, море Беллінсгаузена                 |
|            | Neolithodes diomedeae (Benedict, 1895)                | схід Тихого океану, південний захід Атлантики, Південний океан         |
|            | Neolithodes duhameli Macpherson, 2004                 | острови Крозе                                                          |
|            | Neolithodes flindersi Ahyong, 2010                    | південний схід Австралії                                               |
|            | Neolithodes grimaldii (Milne-Edwards & Bouvier, 1894) | Північна Атлантика                                                     |
|            | Neolithodes indicus Padate, Cubelio & Takeda, 2020    | Аравійське море                                                        |
|            | Neolithodes nipponensis Sakai, 1971                   | Японія і Тайвань                                                       |
|            | Neolithodes vinogradovi Macpherson, 1988              | від Аравійського моря до Коралового моря                               |
|            | Neolithodes yaldwyni Ahyong & Dawson, 2006            | море Росса                                                             |